# Auravägens hållplats

Auravägens hlp ofta endast Auravägen var en järnvägshållplats utmed den numera nedlagda Djursholmsbanan i Djursholm utanför Stockholm. Hållplatsen öppnades 1890 vid invigningen av banan. Hållplatsen var liten och låg strax nedanför Djursholms kapell och blev nedlagd 1952 på grund av närheten till järnvägsstationen Djursholms Sveavägen och hållplatsen Restauranten.